# Гандаш
Гандаш (mGa-an-du-uš (чтение неопределенное), mGan-dáš, mGa-ad-da, Gandasch, Gandiš) — касситский вождь, правил приблизительно в 1742—1726 годах до н. э., основатель царской династии касситов.
Упоминается в Вавилонском царском списке А. Правил он 16 лет и ему наследовал его сын Агум I Большой (Старший). Считается, что имя Гандаш индоарийское и, возможно, может просто означать «Царь».
Возможно, вёл войну с царём Вавилона Самсу-илуной. Надпись Гандаша найдена в Ниппуре, но маловероятно, чтобы он действительно достиг этого города. Соответствующий текст скорее всего относится к позднему времени и является древней подделкой.